# دييغو غارسيا

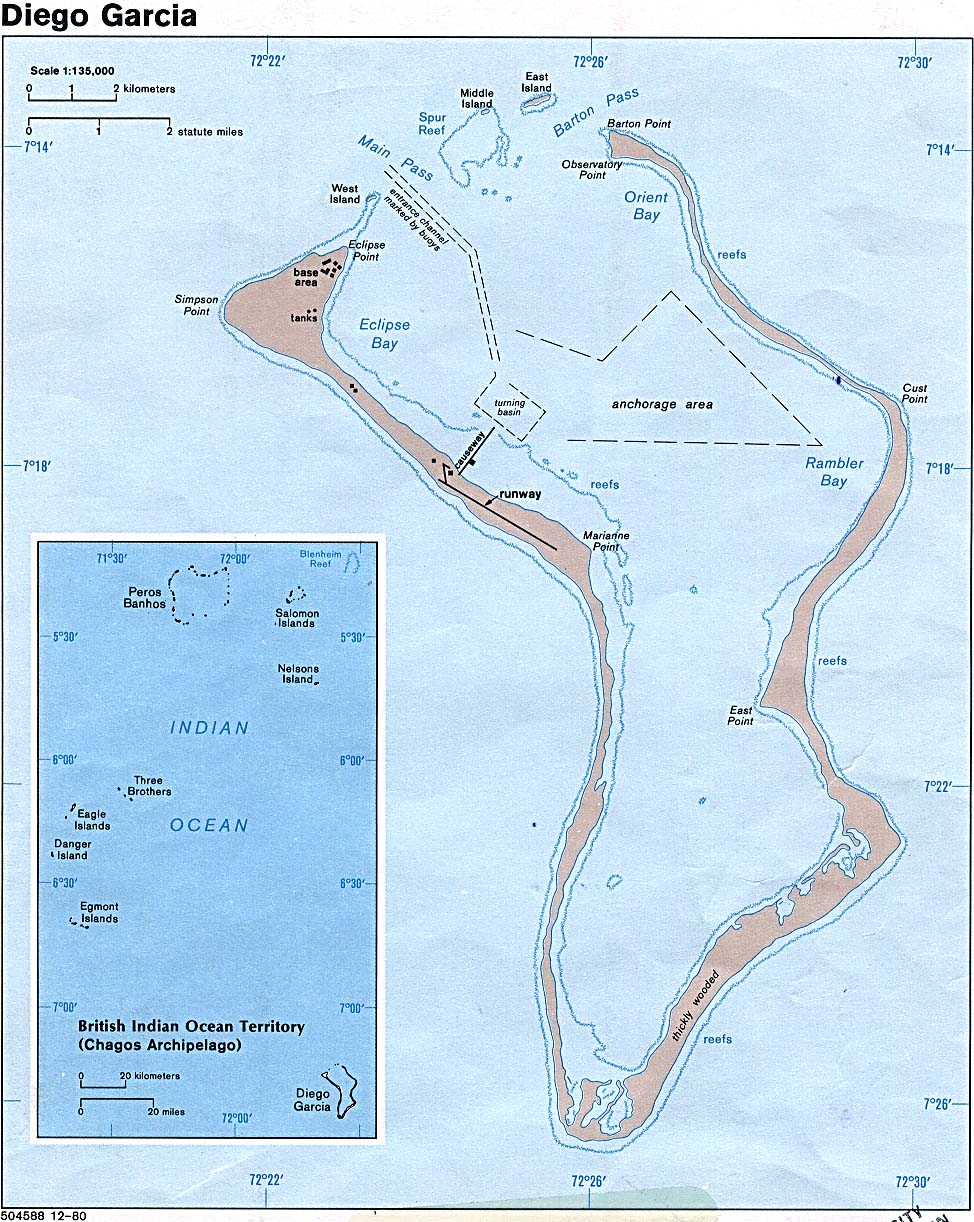
خريطة جزيرة دييغو غارسيا

دييغو غارسيا، هي أكبر جزر أرخبيل تشاغوس، وتُستخدم منذ سبعينيات القرن العشرين كقاعدة عسكرية مشتركة بين المملكة المتحدة والولايات المتحدة، وذلك عقب طرد سكان تشاغوس (الشاغوسيين) من الجزيرة بقرار من الحكومة البريطانية. ومن المقرر أن تصبح جزر تشاغوس إقليمًا بريطانياً ما وراء البحار سابقاً، بعد توقيع معاهدة في 22 مايو 2025 تقضي بنقل السيادة من المملكة المتحدة إلى موريشيوس، مع بند يُبقي القاعدة العسكرية في الجزيرة تحت السيطرة البريطانية لمدة لا تقل عن 99 عاماً.
تقع دييغو غارسيا جنوب خط الاستواء في وسط المحيط الهندي، على بُعد 3,535 كيلومتراً شرق تنزانيا، و2,984 كيلومتراً جنوب شرق الصومال، و726 كيلومتراً جنوب جزر المالديف، و1,796 كيلومتراً جنوب غرب الهند، و2,877 كيلومتراً غرب جنوب غرب جزيرة سومطرة، و4,723 كيلومتراً شمال غرب أستراليا، و2,112 كيلومتراً شمال شرق جزيرة موريشيوس. وتُعد الجزيرة جزءاً من سلسلة جبال تشاغوس-لاكشادويب البحرية، التي تضم جزر لاكشادويب، والمالديف، و60 جزيرة صغيرة أخرى تشكّل أرخبيل تشاغوس. وتتبع الجزيرة التوقيت العالمي الموحّد +6 على مدار العام.
اكتشف البحّارة البرتغاليون جزيرة دييغو غارسيا في عام 1512، لكنها بقيت غير مأهولة حتى أواخر القرن الثامن عشر، حين بدأ الفرنسيون باستخدامها كمستعمرة لمرضى الجذام وكحقول لزراعة جوز الهند. وبعد الحروب النابليونية، انتقلت الجزيرة إلى السيطرة البريطانية، وظلت جزءاً من موريشيوس حتى عام 1965، عندما أُلحقت بإقليم المحيط الهندي البريطاني الذي تم إنشاؤه حديثاً آنذاك.
وفي عام 1966، بلغ عدد سكان دييغو غارسيا نحو 924 نسمة، معظمهم من العمال المتعاقدين الذين كانوا يعملون في مزارع جوز الهند. غير أن الفترة بين عامي 1968 و1973 شهدت تهجيراً قسرياً لسكان تشاغوس لإفساح المجال أمام إقامة القاعدة العسكرية. وفي عام 2019، قضت محكمة العدل الدولية بأن إدارة المملكة المتحدة لأرخبيل تشاغوس تُعد غير قانونية، وهو قرار أيدته الجمعية العامة للأمم المتحدة، إلا أن الحكومة البريطانية رفضته باعتباره غير ملزم.
تظل دييغو غارسيا الجزيرة الوحيدة المأهولة في إقليم المحيط الهندي البريطاني، ويقتصر سكانها على العاملين في القاعدة العسكرية من العسكريين والمتعاقدين. وتُعد إحدى قاعدتين جويتين استراتيجيتين رئيسيتين للقاذفات الأمريكية في منطقة المحيطين الهندي والهادئ، إلى جانب قاعدة أندرسن الجوية في جزيرة غوام. وتُعرف دييغو غارسيا لدى البحرية الأمريكية باسم "بصمة الحرية"، في إشارة إلى شكلها وموقعها الاستراتيجي في قلب المحيط الهندي.

## تاريخ

### قبل وصول الأوروبيين
لا توجد دلائل مادية على وجود سكاني سابق في جزيرة دييغو غارسيا قبل وصول الأوروبيين. غير أن بعض النظريات تفترض احتمال زيارة الجزيرة خلال فترة انتشار الشعوب الأوسترونيزية حوالي عام 700 ميلادي، إذ يُعتقد أن الاسم القديم للجزيرة في المالديف قد يكون ذا أصل ملغاشي. كما يُحتمل أن العرب الذين وصلوا إلى جزر لاكشادويب والمالديف حوالي عام 900 ميلادي قد زاروا جزر تشاغوس أيضًا. وتشير التقاليد الشفوية في جنوب المالديف إلى أن تجارًا وصيادين كانوا يُحتجزون مؤقتًا في جزيرة "فوالهافاهي" (بالديفيهية: ފޯޅަވަހި)، وهي إحدى جزر تشاغوس، ثم يُنقذون لاحقًا.

### وصول الأوروبيين

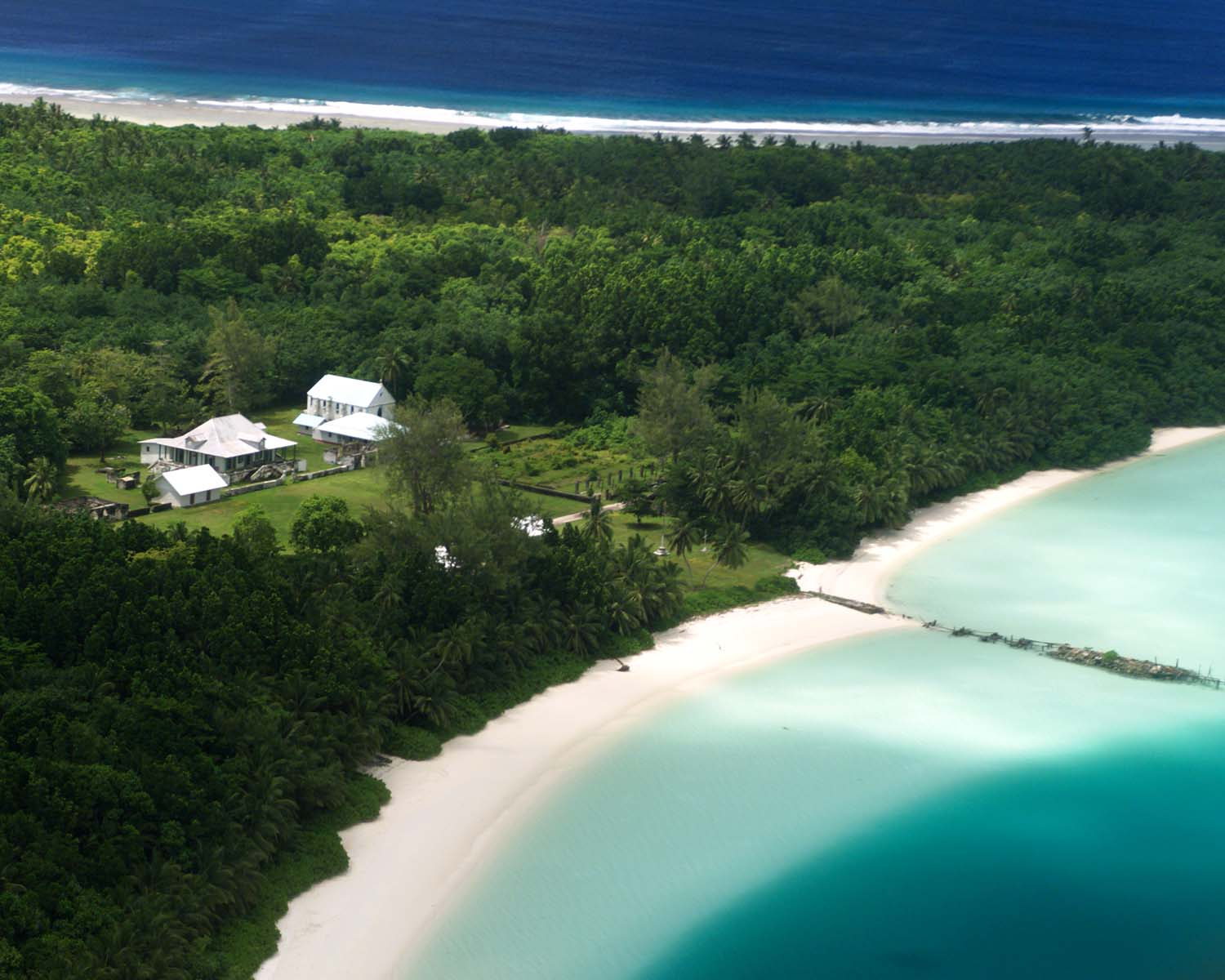
مزرعة جوز الهند، إيست بوينت (المستوطنة الرئيسية السابقة)

اكتشف الملاح والمستكشف والدبلوماسي البرتغالي بيدرو ماسكارينهاس الجزر غير المأهولة عام 1512، وسُميت حينها "دون غارسيا" تكريمًا لراعيه غارسيا دي نورونيا [الإنجليزية]، وذلك عندما انفصل عن أسطول الهند البرتغالي خلال رحلته بين عامي 1512 و1513. وفي عام 1544، أعادت حملة برتغالية أخرى ضمت مستكشفًا إسبانيًا من أصل أندلسي يُدعى دييغو غارسيا دي موغير [الإنجليزية]، اكتشاف الجزيرة وأطلق عليها اسمه. توفي غارسيا دي موغير في العام ذاته خلال عودته إلى البرتغال في المحيط الهندي قبالة سواحل جنوب أفريقيا. يُعتقد أن اسم "دييغو" جاء نتيجة خطأ في نسخ الخرائط البرتغالية من قِبل البريطانيين، وربما يشير الاسم إلى أحد المكتشفَين الأوائل (غارسيا أو دييغو)، أو إلى تحريف لعبارة Deo Gracias ("الحمد لله").
لا تُظهر خريطة كانتينو (1504) وخريطة رويش (1507) جزر تشاغوس، بل تقتصر على جزر المالديف، بينما تُظهر خريطة سيباستيان كابوت (أنتويرب، 1544) عدة جزر إلى الجنوب، قد تكون جزر ماسكارين. أما أول خريطة تُحدّد وتسمّي "لوس تشاغوس" بموقع قريب من موقعها الصحيح، فهي خريطة بيير ديسلييه [الإنجليزية] (دييب، 1550)، لكنها لا تذكر دييغو غارسيا بالاسم. وتظهر جزيرة تُدعى "دون غارسيا" في خريطة لأبراهام أورتيليوس (أنتويرب، 1570)، إلى جانب "دوس كومبانيوس" شمالاً، ويُحتمل أن تكون سُميت نسبةً إلى غارسيا دي نورونيا، وإن لم توجد أدلة مباشرة تدعم ذلك. ويُكرَّر الاسم "دون غارسيا" في خريطة غيراردوس ميركاتور (دويسبورغ، 1569). لكن خريطة يودوكوس هونديوس (لندن، 1589) تُظهر تحول الاسم إلى "جزيرة ديو غراسيا"، مع ظهور "جزيرة تشاغوس" مجاورة.
أما أول خريطة تُظهر الاسم الحالي "دييغو غارسيا"، فهي خريطة العالم لإدوارد رايت (لندن، 1599)، ويُرجّح أن تكون نتيجة قراءة خاطئة لعبارة "ديو" أو "د." على أنها "دييغو"، و"غراسيا" على أنها "غارسيا". وتكررت هذه التسمية في خريطة هندريك هونديوس الثاني [الإنجليزية] (أنتويرب، 1630)، لتنتشر لاحقًا في جميع الخرائط الهولندية المعاصرة وما بعدها.

### استيطان الجزيرة
لم تكن جزيرة دييغو غارسيا، ولا جزر تشاغوس عمومًا، مأهولة بالسكان حتى أواخر القرن الثامن عشر. ففي عام 1778، منح الحاكم الفرنسي لموريشيوس، السيد دوبوي دي لا فاي، جزيرة دييغو غارسيا، وهناك أدلة على زيارات فرنسية مؤقتة لجمع جوز الهند والأسماك. وكان بعض الفرنسيين يعيشون في "دزينة من الأكواخ"، لكنهم غادروا الجزيرة عندما حاولت شركة الهند الشرقية البريطانية إنشاء مستعمرة هناك في أبريل 1786. إلا أن المستعمرة فشلت في أكتوبر، بعدما غمرت الإمدادات المتوفرة لـ275 مستوطنًا من قبل 250 ناجيًا من غرق السفينة البريطانية Atlas في مايو.
وبعد رحيل البريطانيين، بدأت المستعمرة الفرنسية في موريشيوس باستخدام الجزيرة لعزل مرضى الجذام. وفي عام 1793، أسّس الفرنسيون مزرعة لجوز الهند تستعين بالعمالة المستعبدة، وقاموا بتصدير الحبال المصنوعة من ألياف جوز الهند وخيار البحر كطعام شهي في الشرق الأقصى.
أصبحت دييغو غارسيا مستعمرة بريطانية بعد الحروب النابليونية، بموجب معاهدة باريس (1814)، وأُلحقت إداريًا بموريشيوس بين عامي 1814 و1965. وكانت المستوطنات الرئيسية في إيست بوينت (النقطة الشرقية)، ومني مني (4.5 كم شمال شرق إيست بوينت)، وبوانت ماريان على الجانب الغربي من الحافة الداخلية للجزيرة، وكلها تقع على جانب البحيرة.
من عام 1881 حتى 1888، احتضنت الجزيرة محطتين لتزويد السفن البخارية بالفحم، خلال عبورها للمحيط الهندي.
وفي عام 1882، دمجت شركة "Société Huilière de Diego et de Peros" (شركة إنتاج الزيوت في دييغو وبيروس)، وهي شركة فرنسية التمويل ومقرها موريشيوس جميع مزارع جوز الهند في أرخبيل تشاغوس تحت إدارتها.

### القرن العشرون

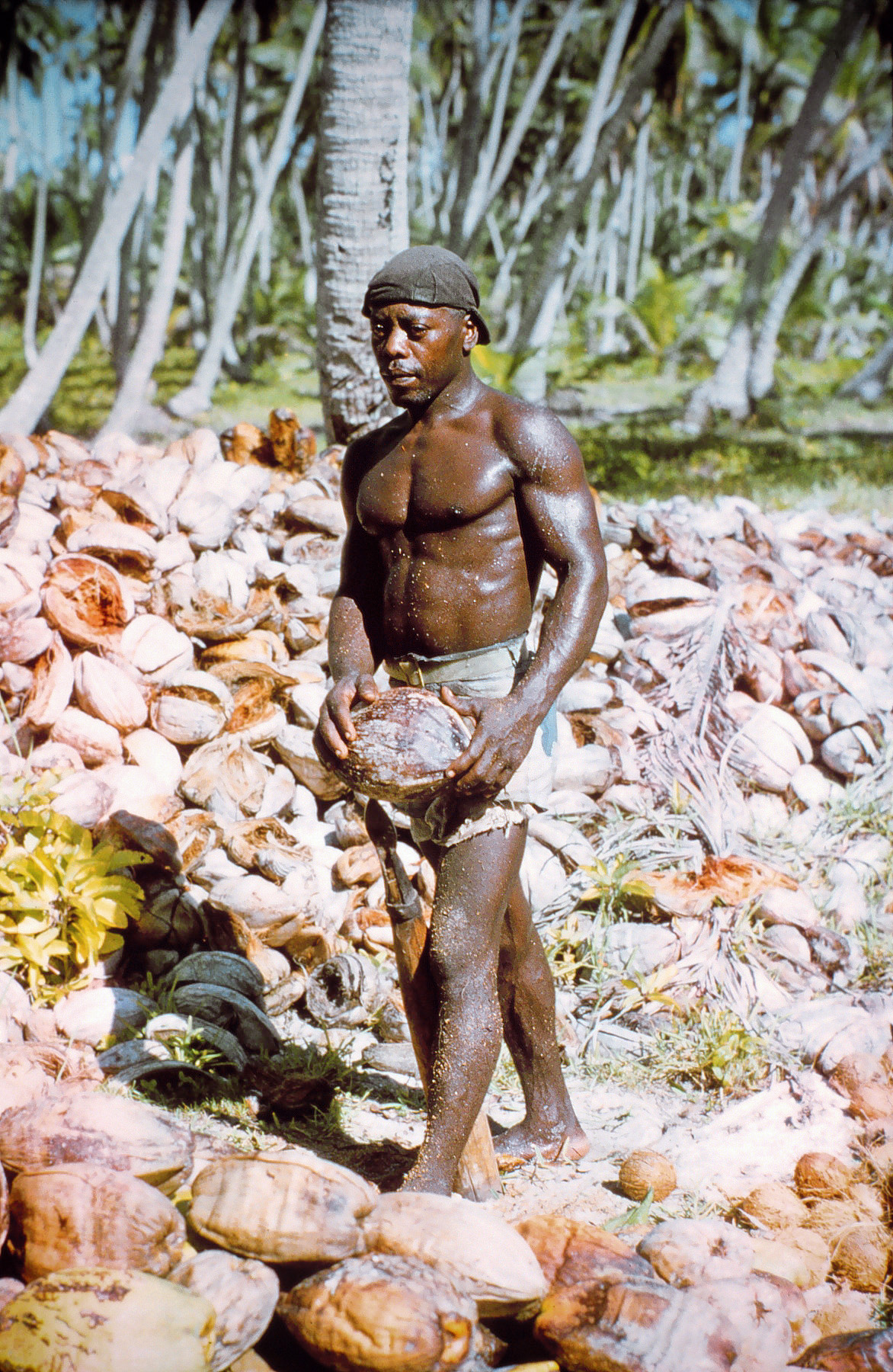
شاغوسي مجهول الهوية صُوِّر بواسطة فريق من هيئة المسح الجيوديسي الوطني الأمريكية في عام 1971.

في عام 1914، زارت السفينة الحربية الألمانية الخفيفة إمدن جزيرة دييغو غارسيا خلال منتصف رحلتها البحرية الرامية إلى مهاجمة السفن التجارية في الأشهر الأولى من الحرب العالمية الأولى.
وفي عام 1942، أنشأت بريطانيا قاعدة سلاح الجو الملكي البريطاني في دييغو غارسيا، وأقامت وحدة متقدمة للطائرات المائية في مزرعة إيست بوينت، مزودة بطائرات وأطقم من السربين 205 و240، المتمركزين آنذاك في سيلان (سريلانكا حاليًا). استخدمت طائرات كاتالينا وسندرلاند خلال الحرب العالمية الثانية في عمليات البحث عن غواصات وسفن حربية يابانية وألمانية. وتم في منطقة "كانون بوينت" تركيب مدفعَين بحريين من عيار 6 بوصات (150 ملم) بواسطة وحدة من مشاة البحرية الملكية البريطانية. وكان الهدف من هذه الإجراءات في فبراير 1942 حماية القاعدة البحرية الصغيرة ومحطة سلاح الجو الملكي في الجزيرة من أي هجوم ياباني. لاحقًا، تولت وحدات مدفعية ساحلية من موريشيوس والهند تشغيل هذه المدافع. وبعد نهاية الحرب، أُغلقت القاعدة رسميًا في 30 أبريل 1946.
وفي عام 1962، اشترت شركة تشاغوس أغاليغا التابعة للمستعمرة البريطانية سيشل شركة سوسيتيه أويليير دي دييغو إي بيروس، ونقلت مقرها الرئيسي إلى سيشل.
ومع بداية ستينيات القرن العشرين، كانت المملكة المتحدة بصدد تقليص وجودها العسكري في المحيط الهندي، مع استثناء القاعدة الجوية في غان شمال دييغو غارسيا في جزر المالديف (والتي بقيت مفتوحة حتى عام 1976). وبالتزامن، وافقت بريطانيا على السماح للولايات المتحدة بإنشاء محطة اتصالات بحرية في إحدى الجزر التابعة لها، شريطة أن تكون غير مأهولة، تفاديًا لأية تعقيدات سياسية مع الدول المستقلة حديثًا. وتم الاتفاق بين الطرفين على أن جزيرة دييغو غارسيا تُعدّ موقعًا مناسبًا لذلك.

### شراء المملكة المتحدة للأرخبيل
في إطار تنفيذ الاستراتيجية الدفاعية المشتركة بين المملكة المتحدة والولايات المتحدة، قامت الحكومة البريطانية في نوفمبر 1965 بشراء أرخبيل تشاغوس، بما في ذلك جزيرة دييغو غارسيا، من المستعمرة المتمتعة بالحكم الذاتي آنذاك، موريشيوس، مقابل ثلاثة ملايين جنيه إسترليني. وكان الهدف من ذلك إنشاء إقليم المحيط الهندي البريطاني، ليصبح أرضًا بريطانية غير مأهولة تُستخدم لتنفيذ الأنشطة العسكرية الأمريكية في المنطقة.
وفي أبريل 1966، اشترت الحكومة البريطانية كامل أصول شركة تشاغوس أغاليغا العاملة في الإقليم الجديد مقابل 600,000 جنيه إسترليني، وأدارتها كمؤسسة حكومية. ثم أعادت تأجير المزارع مؤقتًا إلى الشركة ذاتها ريثما يتم توفير التمويل الأمريكي للمرافق العسكرية المقترحة، وكان الهدف المؤقت من ذلك تغطية النفقات الإدارية للإقليم الجديد. ومع ذلك، ظلت المزارع غير مربحة، سواء تحت الإدارة الخاصة أو الحكومية، نتيجة لتغيرات في سوق الزيوت الدولية، وانتشار زراعة جوز الهند على نطاق واسع في جزر الهند الشرقية والفلبين، مما أدى إلى إنهاء الشركة لعقد الإيجار مع نهاية عام 1967.

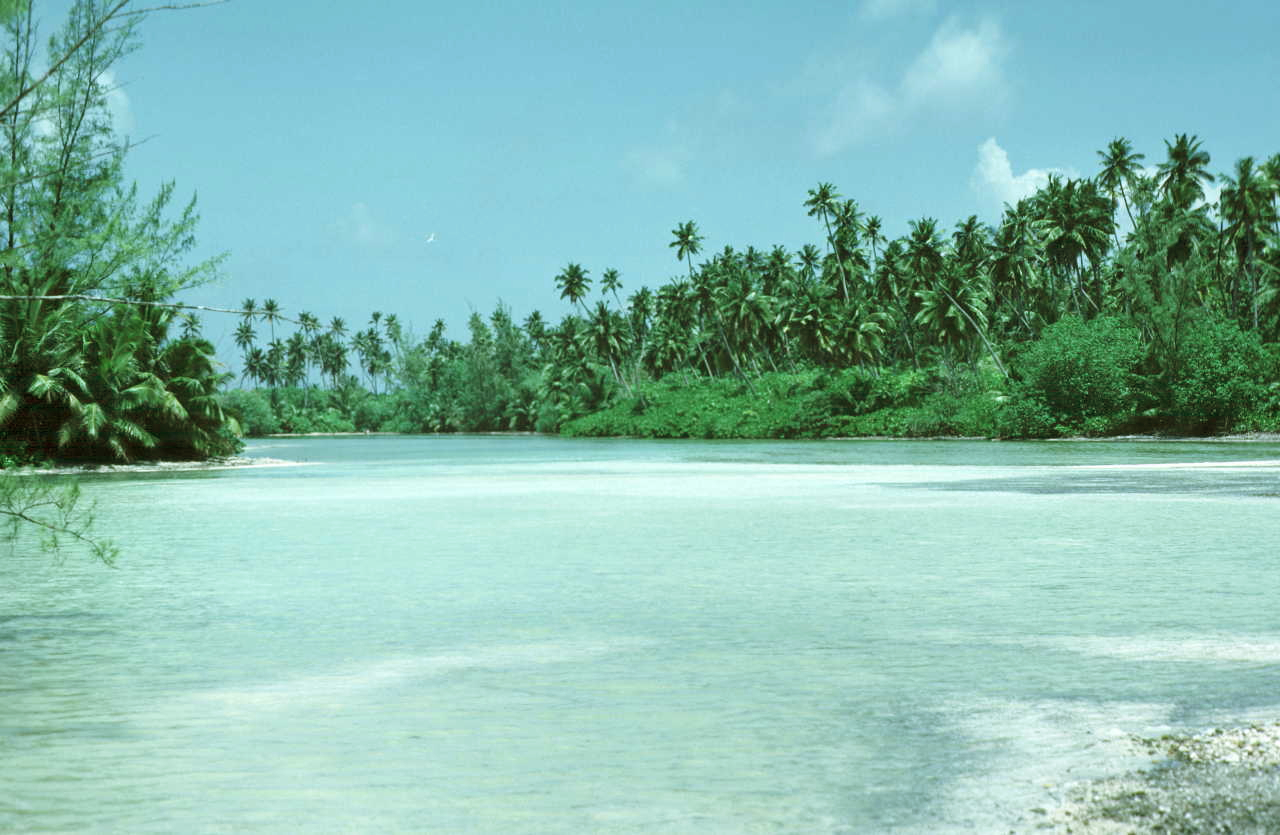
باراشوا موريشيوس، دييغو غارسيا

وفي 30 ديسمبر 1966، وقّعت المملكة المتحدة والولايات المتحدة اتفاقًا رسميًا من خلال "تبادل مذكرات" يسمح للولايات المتحدة باستخدام إقليم المحيط الهندي البريطاني لأغراض دفاعية لمدة 50 عامًا تنتهي في ديسمبر 2016، مع إمكانية التمديد لمدة 20 عامًا إضافية (حتى 2036)، بشرط ألا يقدّم أي من الطرفين إشعارًا بإنهاء الاتفاق خلال الفترة من ديسمبر 2014 إلى ديسمبر 2016. وقد تُركت للمملكة المتحدة صلاحية تحديد شروط التمديد الإضافي. ولم يشمل الاتفاق دفع أي مقابل مالي من الولايات المتحدة لبريطانيا، غير أن الأخيرة حصلت على خصم بقيمة 14 مليون دولار أمريكي على شراء صواريخ بولاريس النووية التي تُطلق من الغواصات، وفقًا لملحق سري للاتفاق تم رفع السرية عنه لاحقًا.

### وصول البحرية الأمريكية
مثلت جزيرة دييغو غارسيا بالنسبة للولايات المتحدة موقعًا مثاليًا لإنشاء قاعدة عسكرية أجنبية. ووفقًا لما أفاد به ستيوارت باربر، وهو موظف مدني في البحرية الأمريكية يعمل في البنتاغون، فقد تميزت الجزيرة بموقعها البعيد عن أي تهديدات محتملة، وندرة سكانها الأصليين، وافتقارها لأي اهتمام اقتصادي من دول أخرى، مما جعلها هدفًا استراتيجيًا غير متنازع عليه. ابتكر باربر مفهوم "الجزيرة الاستراتيجية"، والذي يقوم على أن تستحوذ الولايات المتحدة على أكبر عدد ممكن من الجزر القليلة السكان لاستخدامها لأغراض عسكرية. وكان يرى أن هذا هو السبيل الوحيد لضمان أمن قواعدها الخارجية. ولهذا السبب، أطلق على دييغو غارسيا لقب "جزيرة الخيال" (Fantasy Island) بسبب عزلتها الشديدة.

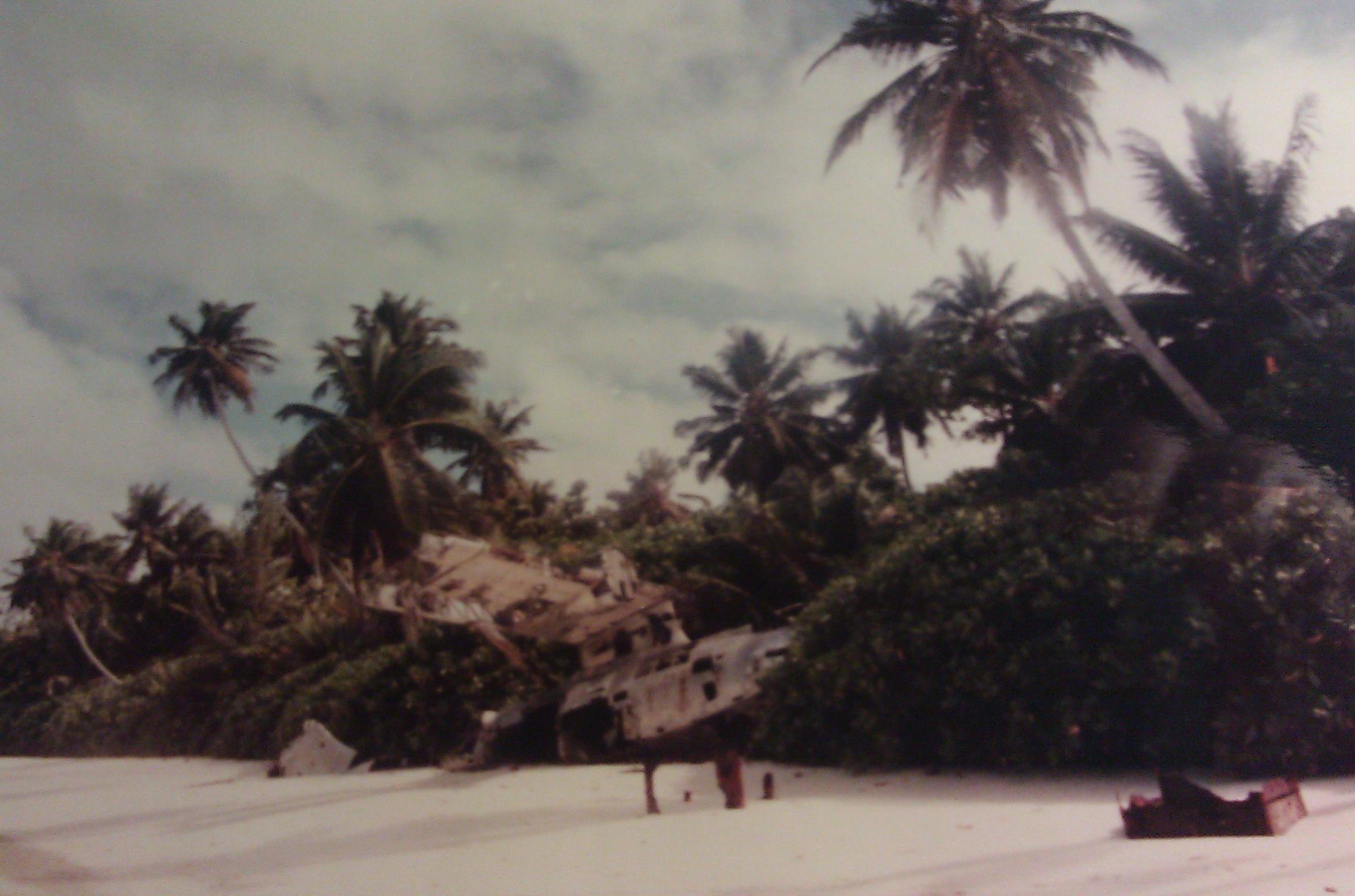
حطام طائرة كاتالينا على الشاطئ

كان العامل الحاسم في استحواذ الولايات المتحدة على الجزيرة يتمثل في غياب ما اعتُبر "سكانًا أصليين". فحتى أواخر القرن الثامن عشر، لم تكن دييغو غارسيا مأهولة بالسكان، واقتصر وجودها البشري على مشرفين أوروبيين يعملون في مزارع جوز الهند لحساب ملاك غائبين، وعمال تعاقديين من أصول إفريقية وهندية وماليزية، يُعرفون باسم "الشاغوسيين"، وقد عاشوا في الجزيرة لأجيال متعاقبة. وعندما قررت الولايات المتحدة إنشاء قاعدة عسكرية، أبلغتها بريطانيا، مالكة الجزيرة، أن هناك مئات السكان المقيمين فيها، وكان العدد النهائي للشاغوسيين يقدّر بنحو 1000 نسمة.
رغم حجم السكان، كان من الضروري ترحيل الشاغوسيين قبل الشروع في بناء القاعدة. وفي عام 1968، بدأت أولى الخطوات لتقليص عدد السكان، إذ مُنع أولئك الذين غادروا الجزيرة في إجازات أو لأسباب طبية من العودة، بينما فُرضت قيود على المواد الغذائية والطبية المتاحة لمن تبقى، على أمل أن يغادروا "طوعًا". وشملت الإجراءات قتل جميع الكلاب المملوكة للشاغوسيين.
في مارس 1971، وصلت كتائب الإنشاءات التابعة للبحرية الأمريكية إلى الجزيرة لبدء بناء محطة اتصالات جوية ومهبط للطائرات. ولتطبيق شروط الاتفاق بين المملكة المتحدة والولايات المتحدة، والتي نصت على أن تكون الجزيرة خالية من السكان، أُغلقت مزارع جوز الهند في أكتوبر من ذلك العام، ونُقل العمال وعائلاتهم إلى جزيرتَي بيروس بانوس وسالومون إلى الشمال الغربي. ورفضت حكومة موريشيوس المستقلة آنذاك استقبال هؤلاء السكان دون مقابل، وفي عام 1974، دفعت المملكة المتحدة 650 ألف جنيه إسترليني إضافية للحكومة الموريشية لإعادة توطينهم. أما من تبقى من الشاغوسيين على الجزيرة بين عامَي 1971 و1973، فقد تم ترحيلهم قسرًا على متن سفن شحن إلى موريشيوس وسيشل.

بحلول عام 1973، اكتمل بناء محطة الاتصالات البحرية. وأدت التطورات الإقليمية مثل سقوط سايغون، وانتصار الخمير الحمر في كمبوديا، وإغلاق قواعد الاستماع في باكستان وإريتريا، ووقوع حادثة "ماياغويز"، إلى جانب التوسع السوفييتي في عدن وبناء قاعدة جوية في بربرة بالصومال، إلى طلب الولايات المتحدة الإذن من بريطانيا بإنشاء مرسى أسطول وتوسيع المطار في دييغو غارسيا، وهو ما تمت الموافقة عليه. وبالفعل تضاعف عدد العاملين في الإنشاءات حينها.

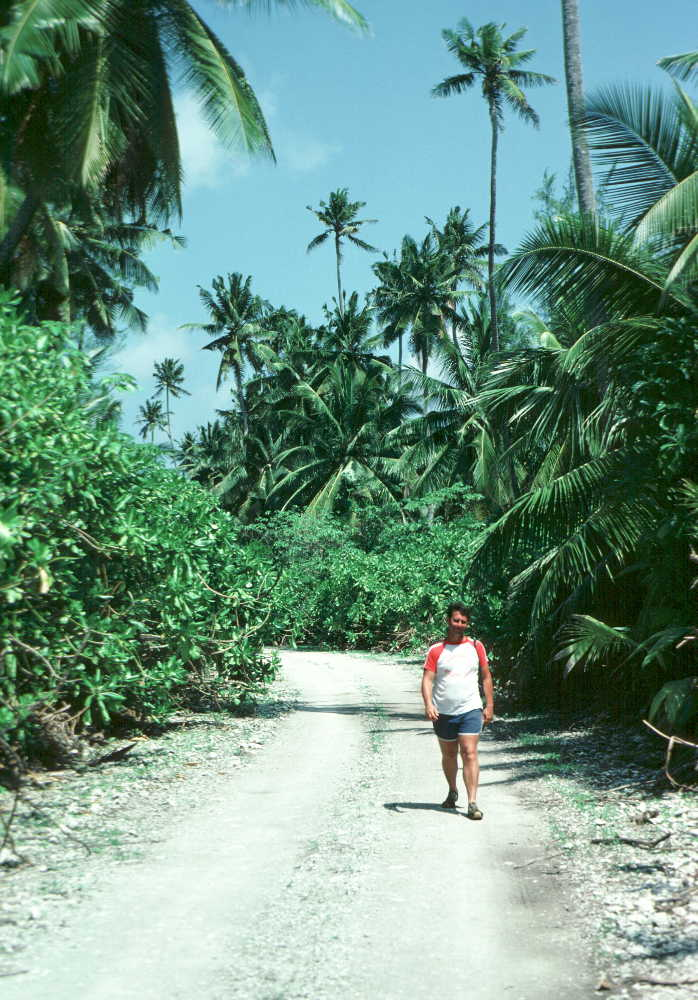
طريق غير معبّد في دييغو غارسيا ضمن المنطقة الشرقية المحظورة، حيث كانت تقع المزارع سابقًا.

وفي أعقاب سقوط الشاه الإيراني وأزمة الرهائن 1979–1980، ازداد القلق الغربي بشأن أمن تدفق النفط من الخليج العربي عبر مضيق هرمز، مما دفع الولايات المتحدة إلى تنفيذ مشروع توسعة بقيمة 400 مليون دولار للمنشآت العسكرية في دييغو غارسيا. شمل المشروع مدرّجين بطول 12,000 قدم (3,700 م)، ومواقف طائرات استراتيجية، ومراسي جديدة، ورصيفًا للمياه العميقة، ومرافق بحرية للطرفَين الأمريكي والبريطاني، ومستودعات وقود تتسع لـ1.34 مليون برميل، بالإضافة إلى مساكن ومرافق دعم للآلاف من العسكريين والعاملين. وعقب إغلاق القواعد الأمريكية في الفلبين في أوائل التسعينيات، انتقل العديد من عمال قاعدة سوبيك ومطار كلارك إلى دييغو غارسيا.

### القرن الحادي والعشرون
في 23 يونيو 2017، صوّتت الجمعية العامة للأمم المتحدة على إحالة النزاع الإقليمي بين موريشيوس والمملكة المتحدة بشأن أرخبيل تشاغوس إلى محكمة العدل الدولية. وقد أُقرّ القرار بأغلبية 94 صوتًا مقابل 15 صوتًا معارضًا.
وفي فبراير 2019، حكمت محكمة العدل الدولية بأن سيادة المملكة المتحدة على أرخبيل تشاغوس غير قانونية، وأنه يجب إعادة الجزر إلى موريشيوس. وقد اعتبرت الخارجية البريطانية الحكم غير مُلزِم قانونًا. وفي مايو من العام ذاته، أيدت الجمعية العامة للأمم المتحدة قرار المحكمة، وطالبت بريطانيا بإنهاء إدارتها الاستعمارية للجزر والتعاون مع موريشيوس في إعادة توطين مواطنيها.
من جانبها، أعلنت الولايات المتحدة أنها لا تعتزم التوقف عن استخدام القاعدة في دييغو غارسيا، مؤكدة استمرار العمل باتفاق 1966 حتى عام 2036. وأشارت في مذكرة ملحقة إلى أن الجانبين لم يُقدّما إشعارًا بإنهاء الاتفاق خلال الفترة المخصصة (2014–2016).
وفي يونيو 2020، عرض مسؤول موريشي السماح للولايات المتحدة بالاحتفاظ بالقاعدة العسكرية في حال استعادة موريشيوس السيادة على الأرخبيل.

### محمية تشاغوس البحرية
في 1 أبريل 2010، أعلنت المملكة المتحدة إنشاء "محمية تشاغوس البحرية"، التي تغطي المياه المحيطة بالأرخبيل. وقد اعترضت موريشيوس على القرار، معتبرةً أنه ينتهك حقوقها القانونية. وفي 18 مارس 2015، حكمت محكمة التحكيم الدائمة بأن المحمية غير قانونية وفقًا لاتفاقية الأمم المتحدة لقانون البحار، مؤكدةً أن لموريشيوس حقوقًا ملزمة في الصيد، وفي استعادة الأرخبيل، وفي الموارد الطبيعية المكتشفة قبل تسليمه.

### نقل السيادة إلى موريشيوس
في 3 أكتوبر 2024، أعلن رئيس الوزراء البريطاني كير ستارمر، بالاشتراك مع نظيره الموريشي برافيند جوغنوت، أن المملكة المتحدة ستعيد أرخبيل تشاغوس إلى موريشيوس. وستظل القاعدة العسكرية المشتركة في دييغو غارسيا قائمة، بموجب عقد إيجار بريطاني لمدة 99 عامًا. وسُمح لموريشيوس ببدء إعادة التوطين في جزر الأرخبيل، باستثناء دييغو غارسيا بسبب حساسية موقع القاعدة.
رحّب الرئيس الأمريكي جو بايدن بالاتفاق، واصفًا إياه بأنه "مثال واضح على قدرة الدبلوماسية والشراكة على حل التحديات التاريخية بطريقة سلمية وفعالة". غير أن الاتفاق عُلّق مؤقتًا بعد الانتخابات الرئاسية الأمريكية لعام 2024 بانتظار موقف الإدارة الجديدة، والتي وافقت في 1 أبريل 2025 على مواصلة المفاوضات.
وفي 22 مايو 2025، وقع ستارمر اتفاقًا رسميًا بنقل السيادة إلى موريشيوس. وبموجب الاتفاق، ستُؤجر دييغو غارسيا والمنطقة العازلة المحيطة بها (40 كيلومترًا) للمملكة المتحدة لمدة 99 عامًا، مع إمكانية تمديد إضافي لمدة 40 عامًا، وحق الرفض الأول لأي عروض مستقبلية بشأن الموقع.
وفي يونيو 2025، أفادت مصادر من حزب المحافظين البريطاني أن الاتفاق قد يكلّف دافعي الضرائب البريطانيين أكثر مما كان متوقعًا.

## جغرافيا الجزيرة
و تتميز الجزيرة بموقع استراتيجي ممتاز، إذ تبعد مسافة 600 ميل عن مركز الاتصالات البريطاني في جزيرة غان شمالا، في حين تبعد حوالي 1000 ميل إلى الشرق من جزيرة سيشل، حيث توجد القاعدة الأمريكية لتتبع الأقمار الصناعية. وعلى بعد 1250 ميلا منها إلى الجنوب الغربي تقع قاعدة فاكواس البريطانية في موريشيوس. كما أنها تبعد مسافة 67 ميلا إلى الجنوب الشرقي من جزر "ايغمونت". كذلك تقع جزيرة دييغو غارسيا في منتصف المسافة بين مركز الاتصالات الأمريكي في طنورث-ويست كيب" في أستراليا، وأريتريا حيث كانت توجد قاعدة اتصالات أمريكية كبيرة.
و تبلع مساحة الجزيرة 28 كيلومترا مربعا، ولا يتجاوز عدد سكانها 500 نسمة، في حين يبلغ إجمالي سكان أرخبيل شاغوس حوالي 1000 نسمة، معظمهم من صيادي الأسماك. ولا ترتفع الجزيرة في تضاريسها عن 6 أقدام عن مستوى سطح البحر. وتتمتع بحوض ملاحي جيد يبلغ عمقه 140 قدم، وهو ما يكفي لإدخال أسطول من 50 إلى 60 قطعة بحرية.

## إنشاء قاعدة دييغو غارسيا
و من العام 1965، أصبحت الجزيرة نقطة حساسة في الاستراتيجية الدولية، اتفقت بريطانيا والولايات المتحدة في ذلك العام على إنشاء قاعدة مشتركة فيها.
و في ديسمبر 1970، أعلنت لندن أن البدء بإنشاء القاعدة سيباشر في العام 1971، واعتبر ذلك القرار بمثابة رد على القنبلة النووية الصينية (1965) وتنامي الوجود السوفييتي في المحيط الهندي، الي تصاعد بشكل خاص بعد الحرب العربية -الإسرائيلية الثالثة (1967).
و تستخدم الولايات المتحدة مركز اتصالاتها في القاعدة لرصد حركة الأسطول السوفييتي في منطقة المحيط الهندي، بعد أن أصبح ذلك الأسطول الأكبر من حيث الكم في تلك المنطقة في العام 1975، وقادرا على الإفادة من التسهيلات البحرية في عدن، و«فيز أخا باتنام» (في الهند) وسقطرة (عند مدخل البحر الأحمر)، والصومال. كما أنها تستخدم القاعدة لرصد تجارب الصواريخ التي تقوم بها الصين الشعبية في المحيط الهندي. وفي الوقت نفسه، فإن المحيط الهندي يعد من المناطق التي يمكن منها للصواريخ التي تطلق من الغواصات أن تضرب أهدافا صناعية في قلب الاتحاد السوفييتي أو الصين الشعبية، الأمر الذي يعطي قاعدة دييغو غارسيا أهمية إستراتيجية كبيرة للولايات المتحدة.
و يعتبر الأمريكيون والبريطانيون أن دييغو غارسيا تسد فراغا في نظام اتصالات البلدين في منطقة المحيط الهندي. ولقد سمحت القاعدة للأمريكيين بالتخلي عن قاعدتهم الكبيرة في أريتريا (كانيوستيشن). ولقد زادت أهمية القاعدة بالنسبة إلى الولايات المتحدة-و الغرب عموما- بعد إعادة فتح قناة السويس للملاحة في العام 1975، نظرا لأن فتح القناة جعل من السهل على الأسطول السوفييتي الانتقال بسرعة كبيرة من البحرين الأسود والأبيض المتوسط إلى المحيط الهندي.
و زاد من أهمية القاعدة كذلك تنامي أهمية الخليج العربي كمصدر حيوي للطاقة، وضرورة مراقبة منابع النفط وطرق إيصاله إلى الغرب.

## ردود فعل دولية على إقامة القاعدة
و لقد أثارت إقامة القاعدة في دييغو غارسيا اعتراضات حادة من جانب الهند. فمن العام 1965، لم تتوقف الهند عن إبداء اعتراضها ضد إقامة القاعدة. وفي يناير 1974، نددت أنديرا غاندي -رئيسة وزراء الهند في ذلك الحين- بنية «بعض الدول على إقامة قاعدة نووية في المحيط الهندي». وتركز الاعتراض الهندي خاصة على وجود الغواصات النووية الأمريكية في المحيط الهندي، الأمر الذي يعرقل المشروع الهندي الرامي إلى جعل هذا المحيط منطقة خالية من الأسلحة الذرية، وتحييده وإبعاده عن صراعات القوى الكبرى.
و أبدى السوفييت كذلك احتجاجهم على المشروع الذي «لا يحمل طبيعة دفاعية». كما أبدت كل من الصين وسيلان وفيتنام الشمالية وأستراليا عدم ارتياحها لهذا المشروع. وفي مارس 1974، قررت الحكومة العمالية البريطانية إعادة النظر في الاتفاق. ومع ذلك استمر العمل على إنشاء القاعدة.
و في 1977، طلبت الولايات المتحدة من الاتحاد السوفييت الموافقة على «تثبيت النشاط البحري في المحيط الهندي في مستواه القائم آنذاك»، بعد أن أعلن الرئيس الأمريكي كارتر موافقته على تححييد ذلك المحيط، وذلك في إطار السياسة الخارجية الأمريكية التي تبناها الرئيس جيمي كارتر منذ توليه منصب الرئاسة الأمريكية.
الجزيرة تضم أحد خمسة هوائيات أرضية تساعد في تشغيل نظام تحديد المواقع العالمي في حين توجد الهوائيات الأربعة الأخرى في بقاع أخرى من العالم.
لعبت القاعدة العسكرية على الجزيرة دوراً في الحرب الباردة وفي غزو أفغانستان عام 2001 وحرب الخليج الثانية وغزو العراق عام 2003. وما تزال القاعدة العسكرية في الجزيرة تلعب دوراً مهماً في العمليات العسكرية الأمريكية في منطقة الشرق الأوسط رغم الأهمية الكبيرة لقاعدة العديد الجوية في قطر.

## وصلات خارجية ومراجع

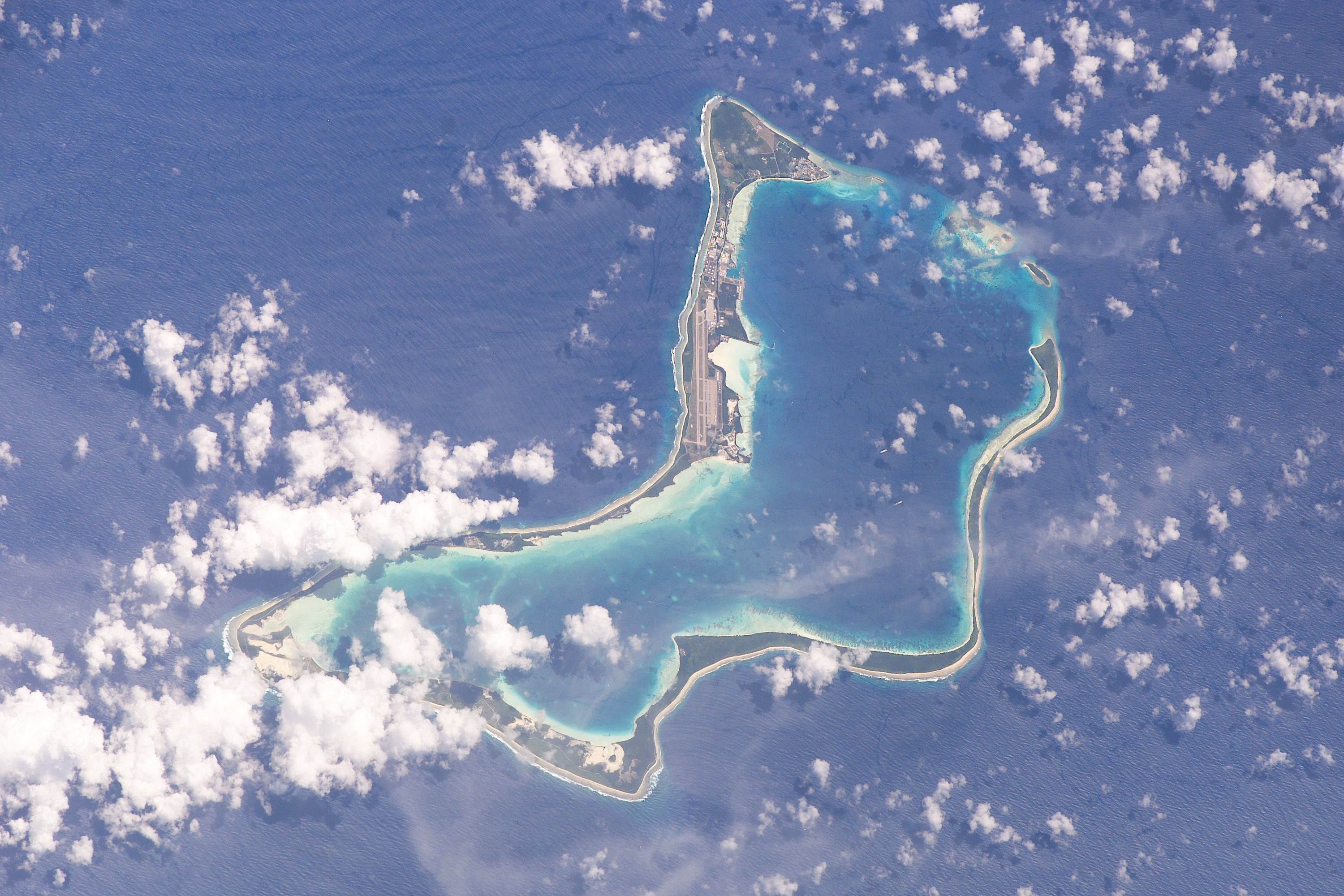
صورة للجزيرة من القمر الصناعي